# دسنون
دسنون یکی از طایفه‌های ایوتوند است. این طایفه ساکن روستای دولیسکان در دهستان ایتیوند جنوبی از توابع بخش کاکاوند است.